# Иезекиль (Marvel Comics)
Иезекиль Симс (англ. Ezekiel Sims) — персонаж американских комиксов издательства Marvel Comics, наиболее известный как один из второстепенных персонажей в историях про Человека-паука.

## Историй публикаций
Иезекиль был создан сценаристом Джозефом Майклом Стражински и художником Джоном Ромитой-младшим, дебютировав в The Amazing Spider-Man vol. 2 #30 (Июнь, 2001).

## Биография
Иезекиль Симс был богатым бизнесменом, который в молодые годы получил аналогичные способностям Человека-паука силы посредством религиозного ритуала. Первоначально он планировал использовать полученные способности во благо, однако перед этим решил основать собственную корпорацию, посчитав, что он не сможет геройствовать без штаб-квартиры. Тем не менее, с годами он стал слишком занят для ежедневного задействования суперсил. Когда в городе Нью-Йорке появился супергерой Человек-паук, Иезекииль нанял полдюжины независимых частных детективов, которые следили за деятельностью Стенолаза, что позволило Симсу собрать все факты воедино и определить, кто скрывался под маской супергероя. Фелиция Харди была одной из его следователей, специально нанятых для отслеживания появлений Человека-паука в зарубежных странах.  
Иезекииль, которому на момент его первого появления было за 50, связался с Человеком-пауком и объяснил ему природу тотемов животных: по словам Симса герои, подобные Человеку-пауку, приобрели сверхъестественные способности благодаря мистической связи с определёнными животными. Он предположил, что паук, укусивший Питера Паркера, не мутировал из-за радиации, а на самом деле пытался передать Питеру свои силы до того, как радиация убила его. Это означало, что Человек-паук стал частью сверхъестественной пищевой цепи и стал мишенью для других тотемов и существ, питающихся тотемами. По этой причине образы многих врагов Человека-паука базировались на животных, в связи с чем те на подсознательном уровне «чувствовали», что Питер был истинным тотемом, тогда как они были лишь самозванцами и, таким образом, были вынуждены уничтожить его. Впоследствии Иезекииль помог Человеку-пауку в борьбе с существом, известным как Морлан, по своей сути внешнему виду напоминающим вампира. Морлан «питался» тотемами, из-за чего начал преследовать Человека-паука, однако был остановлен ценой жизни Симса. Впоследствии выяснилось, что Иезекииль выжил и отправился в Африку, где помог Человеку-пауку разобраться с Шатрой, ещё одной сверхъестественной угрозой. 
Некоторое время спустя Иезекииль признался, что именно он стоял за нападением множества сверхъестественных угроз, с которыми столкнулся Человек-паук. Симс отвёл супергероя в храм, где когда-то получил свои силы, после чего пролил кровь, чтобы вызвать массивного паука, который принесёт «ложного» тотемного воина в жертву. Тем не менее, в последние минуты жизни Иезекииль осознал, что на протяжении долгих лет использовал суперспособности в эгоистичных целях, в то время как Питер самоотверженно рисковал своей жизнью, чтобы спасать других людей. Переосмыслив своё существование, Симс напал на паука, который должен был съесть Питера, пожертвовав своей жизнью и признав Паркера настоящим героем. 
В Grim Hunt казалось бы воскресший Иезекиль, тело которого покрыли пауки, появился перед Человеком-пауком и Арахной. Человек-паук не знал, что появившийся перед ним Симс на самом деле был замаскированным Хамелеоном, который вёл его в ловушку к Кравиновым, чтобы осуществить воскрешение Сергея Кравинова с помощью крови Стенолаза.  
Во время сюжетной линии Original Sin после убийства Наблюдателя Уату, Человек-паук попал в глаза Уату во время противостояния со Сферой. Он узнал, что Синди Мун, второй человек, укушенный радиоактивным пауком, создавшим Человека-паука, прошла обучение у Иезекииля, который удерживал её в потайной комнате под своим офисом. Человек-паук и Шёлк просмотрели его предварительно записанное сообщение, в котором Иезекииль заявил последней, что если она покинет свою темницу, они потеряют надежду. Впоследствии выяснилось, что Иезекиль держал Шёлк в безопасности в своём убежище, чтобы уберечь её от Морлана. Годы спустя, Человек-паук узнал о Шёлк и освободил её из бункера Иезекииля, позволяя ей начать новую жизнь и карьеру. Это, в свою очередь, привело к событиям Spider-Verse, поскольку Наследники узнали о существовании Шёлк, являющейся по их преданиям «Невестой».

## Силы и способности
Иезекиль обладает множеством сверхчеловеческих сил, которые практически идентичны суперспособностям Человека-паука. Его сила, скорость, выносливость, ловкость, ускоренная реакции и устойчивость находятся за пределами человеческих возможностей. Несмотря на преклонный возраст, ни одна из физических характеристик не ухудшилась за десятилетия.
Также Иезекиль обладает способностью прилипать к большинству поверхностей и ползать по ним подобно Человеку-пауку. Хотя его восприятие не так развито, как паучье чутьё Питера Паркера, оно позволяет Иезекилю ощущать близлежащие угрозы. Из-за схожих способностей Иезекииль и Человек-паук невосприимчивы к навыкам предвидения друг друга.
Помимо сверхчеловеческих возможностей, Иезекииль чрезвычайно богат и является высококвалифицированным бизнесменом и владельцем компании с международными связями. Как и в случае с Человеком-пауком, он представляет собой грозного бойца на ближних дистанциях. Он владеет уникальной разновидностью борьбы, позволяющей ему в полной мере использовать свои силы. Кроме того, Симс хорошо осведомлён о мистической природе тотемов и однажды рассказал Питеру легенду о первом «Человеке-пауке».

## Альтернативные версии

### Spider-Verse
В Spider-Verse было представлено несколько альтернативных версий Иезекиля:
- Один из Людей-пауков, собранных для борьбы с Наследниками, носит прозвище «Старик-паук». Он родился на Земле-4. Старик-паук носит одежду, напоминающую костюм Человека-паука с Земли-312500[20][21]. Получив смертельное ранение от Дэймоса из Наследников, Старик-паук раскрывает себя как альтернативную версию Иезекиля, который стал Человеком-Пауком после того, как Питер Паркер из его мира был убит Морланом. Прежде чем скончаться от ран, Иезекиль умоляет Человека-паука с Земли-616 защитить «Невесту, Другого и Потомка»[22].
- Версия Иезекиля с Земли-3145 обратился к Бену Паркеру (который стал Человеком-пауком после того, как тётя Мэй и Питер были убиты Изумрудным эльфом) и сообщил Бену о скором прибытии Морлана, намеревающимся убить его. Не имея других вариантов, Бен принял предложение Иезекиля и скрылся в секретном бункере в Симс-Тауэр, оставшись там даже после того, как Нью-Йорк был разрушен в результате ядерной катастрофы, вызванной одной из неудачных схем шантажа Доктора Осьминога[23].

## Вне комиксов

### Кино
Иезекиль Симс выступил главным антагонистом фильма Вселенной Человека-паука от Sony «Мадам Паутина» (2024), роль исполнил Тахар Рахим.

### Видеоигры
Иезекиль является одним из игровых персонажей в Spider-Man Unlimited 2014 года.